# 派翠克·鄧恩
派翠克·鄧恩（Patrick Dunne，？—），出生於愛爾蘭米斯郡的特里姆鎮，是一位小說家。派翠克畢業於都柏林大學，主修英國文學與哲學。畢業後，派翠克曾擔任電台及電視台的節目製作人。2000年，他推出處女作《憤怒之日》（Days of Wrath），在德國成為排行榜冠軍書，銷量突破五十萬冊，被封為犯罪之王。2003年時，他轉為全職作家並取得了考古學家的證照。2005年，他以女考古學家伊嵐·包爾為主角，推出新系列的小說《亡靈的頌歌》。